# Tarakan (Insel)
Tarakan ist eine kleine Insel in der indonesischen Provinz Ost-Kalimantan. Sie entspricht ausdehnungsmäßig der Stadt Tarakan. Tarakan liegt im westlichen Teil der Celebessee vor der Nordostküste von Borneo. Die Insel umfasst etwa 303 km² und besteht hauptsächlich aus Marschland.
Die ergiebigen Ölfelder machten die Insel während der niederländischen Kolonialzeit zu einem wichtigen Produktionsstandort der Erdölindustrie. Auch die Japaner erkannten die Bedeutung Tarakans und nahmen im Januar 1942 in der Schlacht um Tarakan die Insel ein. Erst am 1. Mai 1945 begann die Rückeroberung der Insel durch die 26. Australische Brigadegruppe.
Zwei Landungsboote der Australischen Marine bekamen den Namen HMAS Tarakan. Zum einen L-3017 aus dem Jahr 1944. Das Boot wurde am 16. Dezember 1948 in HMAS Tarakan umbenannt. Das zweite Boot ist die HMAS Tarakan (L 129) aus dem Jahr 1971.

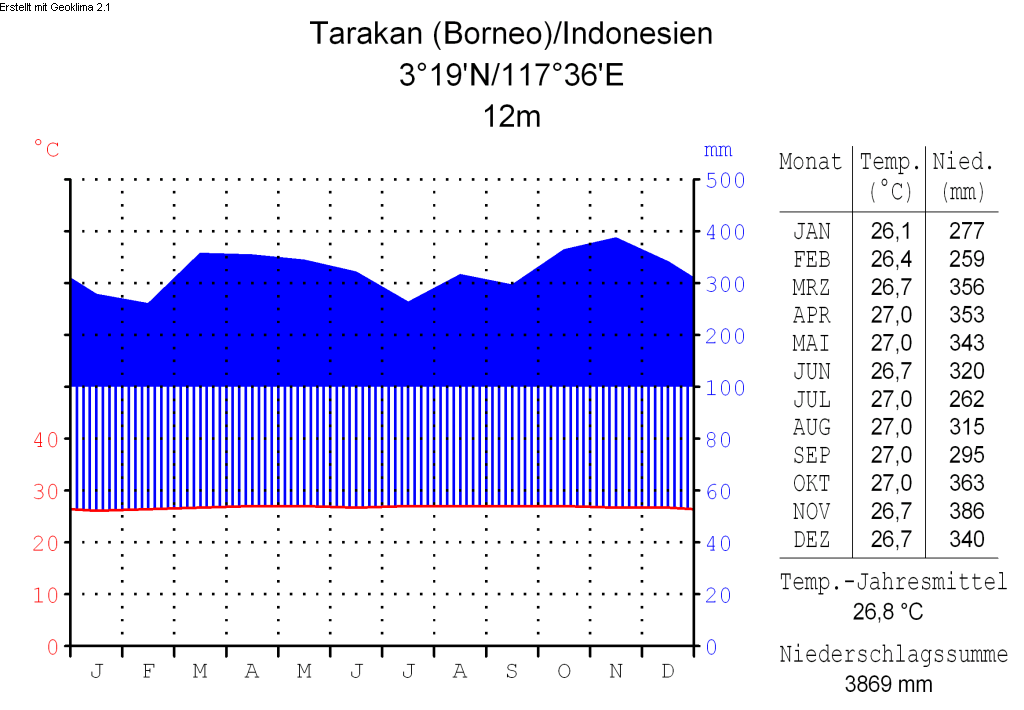
Klimadiagramm von Tarakan